# Brgulice
Brgulice (cyr. Бргулице) – wieś w Serbii, w mieście Belgrad, w gminie miejskiej Obrenovac. W 2011 roku liczyła 490 mieszkańców.